# Alta marea (film 1947)
Alta marea è un film del 1947, diretto dal regista John Reinhardt.